# 115 Samodzielny Pułk Artylerii OPK
115 Samodzielny Pułk Artylerii OPK (115 spa OPK) – oddział artylerii przeciwlotniczej ludowego Wojska Polskiego.
Na podstawie zarządzenia Nr 0172/Org. Szefa Sztabu Generalnego WP z dnia 22 maja 1952 roku został sformowany 115 Samodzielny Pułk Artylerii OPL. Jednostka została zorganizowana w Nisku, w terminie do dnia 1 grudnia 1952 roku.
Zadaniem pułku była obrona przeciwlotnicza Stalowej Woli. Oddział był jednostką artylerii przeciwlotniczej średniego kalibru wyposażoną w 85 mm armaty przeciwlotnicze wzór 1939 (KS-12). W lipcu 1957 roku pułk został włączony w skład 1 Korpusu Obrony Przeciwlotniczej Obszaru Kraju.
W 1962 roku jednostka została przemianowana na 115 Samodzielny Pułk Artylerii OPK, a na początku 1963 roku rozformowana.